# Знаки почтовой оплаты СССР (1985)
Зна́ки почто́вой опла́ты СССР (1985) — перечень (каталог) знаков почтовой оплаты (почтовых марок), введённых в обращение дирекцией по изданию и экспедированию знаков почтовой оплаты Министерства связи СССР в 1985 году.

## Список коммеморативных (памятных) марок
Порядок следования элементов в таблице соответствует номеру по каталогу марок СССР (ЦФА), в скобках приведены номера по каталогу «Михель».
| № по каталогу                        | Изображение | Описание и источники                                         | Номинал   | Дата выпуска         | Тираж     | Художник        |
| ------------------------------------ | ----------- | ------------------------------------------------------------ | --------- | -------------------- | --------- | --------------- |
| (ЦФА [АО «Марка»] № 5665) (Mi #5544) |             | Чемпионат мира по футболу среди юниоров: - Кубок чемпионата. | 0,05 руб. | 24 августа 1985 года | 3 800 000 | Р. Стрельников  |
| (ЦФА [АО «Марка»] № 5679) (Mi #5558) |             | «С Новым, 1986 годом!»: - Дворец съездов в Кремле.           | 0,05 руб. | 3 декабря 1985 года  | 4 500 000 | Александр Савин |

## Комментарии
1. ↑  Ниже приведён перечень памятных художественных марок (с возможностью сортировки по номиналу, тиражу и дате введения в обращение).
2. ↑  Чемпионат мира по футболу среди юниоров. На многоцветной марке кубок чемпионата. Офсетная печать перфорирована: комбинированная гребенчатая зубцовка 12½:12 (на каждые 2 сантиметра края марки приходится 12½:12 зубцов). В марочных листах 36 (6×6) марок[2][6][7].
3. ↑  Новогодняя марка «С Новым, 1986 годом!»: на многоцветной марке  (ЦФА [АО «Марка»] № 5679) — Дворец съездов в Кремле, ёлка. Офсетная печать, перфорирована: комбинированная гребенчатая зубцовка 12½:12 (на каждые 2 сантиметра края марки приходится 12½:12 зубцов). В марочных листах 36 (6×6) и малые листы (кляйнбогены) по 8 (4×2) марок[2][9][10].